# Паул (Ковильян)
Паул (порт. Paul) — район (фрегезия) в Португалии, входит в округ Каштелу-Бранку. Является составной частью муниципалитета Ковильян. По старому административному делению входил в провинцию Бейра-Байша. Входит в экономико-статистический субрегион Кова-да-Бейра, который входит в Центральный регион. Население составляет 1816 человек на 2001 год. Занимает площадь 21,50 км².
Покровителем района считается Дева Мария (порт. Nossa Senhora da Anunciação).